# Pół-listu
Pół-listu – felieton Cypriana Kamila Norwida z marca 1851, będący odpowiedzią na felieton Emiliana Pola.

## O felietonie
5 lutego 1851 w poznańskim Gońcu Polskim ukazał się artykuł Norwida poświęcony zemście, który poeta zakończył słowamiː „Im się człowiek głębiéj w wagę słowa i wcielenia jego dramat wpatrzy, tém straszniéj pióro wziąść do ręki...”. Bezpośrednim echem tego felietonu stała się trzecia Gawęda listowa Emiliana M. Pola w Gońcu z 21 lutego opatrzona mottem z Vendôme Norwida i rozpoczynająca się od cytatu z tekstu Norwidaː „Tém straszniéj pióro wziąść do ręki.” Szczególnie trudno jest autorowi felietonu wobec wielkich zagadnień, o których od stuleci nie wiadomo czy są opatrznościowe, czy fatalne. „Czynu nam trzeba” i czyn ten powstanie ze słowa, a szczep Słowian jest do zawładnięcia słowem szczególnie powołany. Mistrzowie słowa póki co milczą. Tymczasem autor dziękuje Norwidowi za „dar z paryskiego bruku” i wzywa Klaczkę, by nie spleśniał wśród paryskich pergaminów, ale stworzył legendę naszych poetów, którzy rozwielmożnią słowo i będą pamiętać, że poeta bywa, jak pisał Hugo, oublié („zapomniany”).  
Pół-listu jest odpowiedzią na ten felieton. Norwid opatrzył swój felieton cytatem ze świętego Bernardaː Więcej znajdziesz w lesie niźli w książkach. W 1883, po śmierci Norwida, Pol wysłał na ręce redaktora T. Romanowicza Urywek, w którym wspominał, jak to przed trzydziestu laty zmarły napisał do niego felieton, nazywając go w nim Mantovano. Odpowiedział na jedną z jego Gawęd, nie do niego zresztą adresowaną tylko do Klaczki, którego Pol prosił, aby dał złotą legendę poetów od ślepego Homera, poprzez obłąkanego Tassa, aż po Mickiewicza, który prosił Zaleskiego o parę garnków, bo nie ma w czym przygotować posiłku.

## Treść
Norwid ma wrażenie, że jeden felieton nie jest w stanie unieść wszystkich treści poruszonych przez Emiliana Pola, jest jednak przekonany, że gdyby nawet wrzucił w czeluść wszystkie księgi świata i podpalił je pochodnią Herostrata, jeszcze by wiele kart uleciało do swej ojczyzny w górze. Jeśli mistrzowie słowa milczą, to albo ufają zwycięstwu prawdy, albo wątpią o słuchaczach, albo nie podzielają wiary w wartość publikowania w dzienniku, bo ten trwa jeden dzień i ulatuje. Autor ma jednak inne przekonanie, że co innego jest pieśń śpiewać, a co innego śpiewać słowo, i że lepszy jest pies żywy aniżeli lew zdechły. Dlatego też na początku tego listu kładzie cytat ze świętego Bernarda, który każe raczej szukać w lesie niż w książkach. Sam Norwid ma prawo o tym mówić, bo wiele dotąd drukował po dziennikach, tak że można by z tego złożyć niejedną książkę. Natomiast ci, którzy go do wydania książki namawiali, nie czytali go. Po cóż zresztą ten grób artyście – litera. 
Autor chwali nieznanego sobie swego zwolennika jako Sordella mantuańskiego. Przyznaje, że rzeczywiście Polsce potrzeba czynu. Cóż stąd kiedy jego rękopis o literaturze czynu leżał półtora roku i czekał na wydrukowanie. Obawia się, że zgorszy pokornych pisarzy wywodzeniem czynu od słowa i że mu się przytrafi to, co już wielekroć się w Polsce piszącym przytrafiało, że jak zaczynał coś głosić słowem, to był ideolog i nowator, a jak dokończył to już było nic nowego. Otwarłszy księgę Norwid przeczytał słowa świętego Pawłaː † W sprawiedliwości na prawo i na lewo †. Wziął je pomiędzy krzyże, bo krzyż to przecięcie ziemskiej i nadziemskiej linii, czyli znalezienie środka, a środek to po polsku sposób. Ale środek jest też między ekstremami, między dobrym i złym łotrem od czasu Odkupienia w 33 roku. A w tym jest cała polska polityka.
Felieton kończy wiersz Słowotwór  i zapewnienie autora, że jeżeli Emilian zachowa go w pamięci, to mu prześle drugą połowę listu.